# Сен-Сюльпис (Эн)
Сен-Сюльпи́с (фр. Saint-Sulpice) — коммуна во Франции, находится в регионе Рона — Альпы. Департамент — Эн. Входит в состав кантона Монревель-ан-Брес. Округ коммуны — Бурк-ан-Брес.
Код INSEE коммуны — 01387.

## География
Коммуна расположена приблизительно в 350 км к юго-востоку от Парижа, в 65 км севернее Лиона, в 20 км к северо-западу от Бурк-ан-Бреса.

## Климат
Климат полуконтинентальный с холодной зимой и тёплым летом. Дожди бывают нечасто, в основном летом.

## Население
Население коммуны на 2010 год составляло 142 человека.
| 1962 | 1968 | 1975 | 1982 | 1990 | 1999 | 2010 |
| ---- | ---- | ---- | ---- | ---- | ---- | ---- |
| 135  | 120  | 119  | 107  | 102  | 103  | 142  |

## Администрация
| Период | Период | Фамилия          | Партия | Примечания |
| ------ | ------ | ---------------- | ------ | ---------- |
| 2001   | 2008   | Жорж Тевенар     |        |            |
| 2008   | 2012   | Филипп Прост     |        |            |
| 2013   | 2020   | Клотильда Фурнье |        |            |

## Экономика
В 2010 году среди 89 человек трудоспособного возраста (15—64 лет) 73 были экономически активными, 16 — неактивными (показатель активности — 82,0 %, в 1999 году было 78,5 %). Из 73 активных жителей работали 67 человек (38 мужчин и 29 женщин), безработных было 6 (5 мужчин и 1 женщина). Среди 16 неактивных 4 человека были учениками или студентами, 9 — пенсионерами, 3 были неактивными по другим причинам.

## Достопримечательности
- Ферма Коломбье. Исторический памятник с 1930 года.[4]
- Ферма Броге. Исторический памятник с 1931 года.[5]

## Фотогалерея

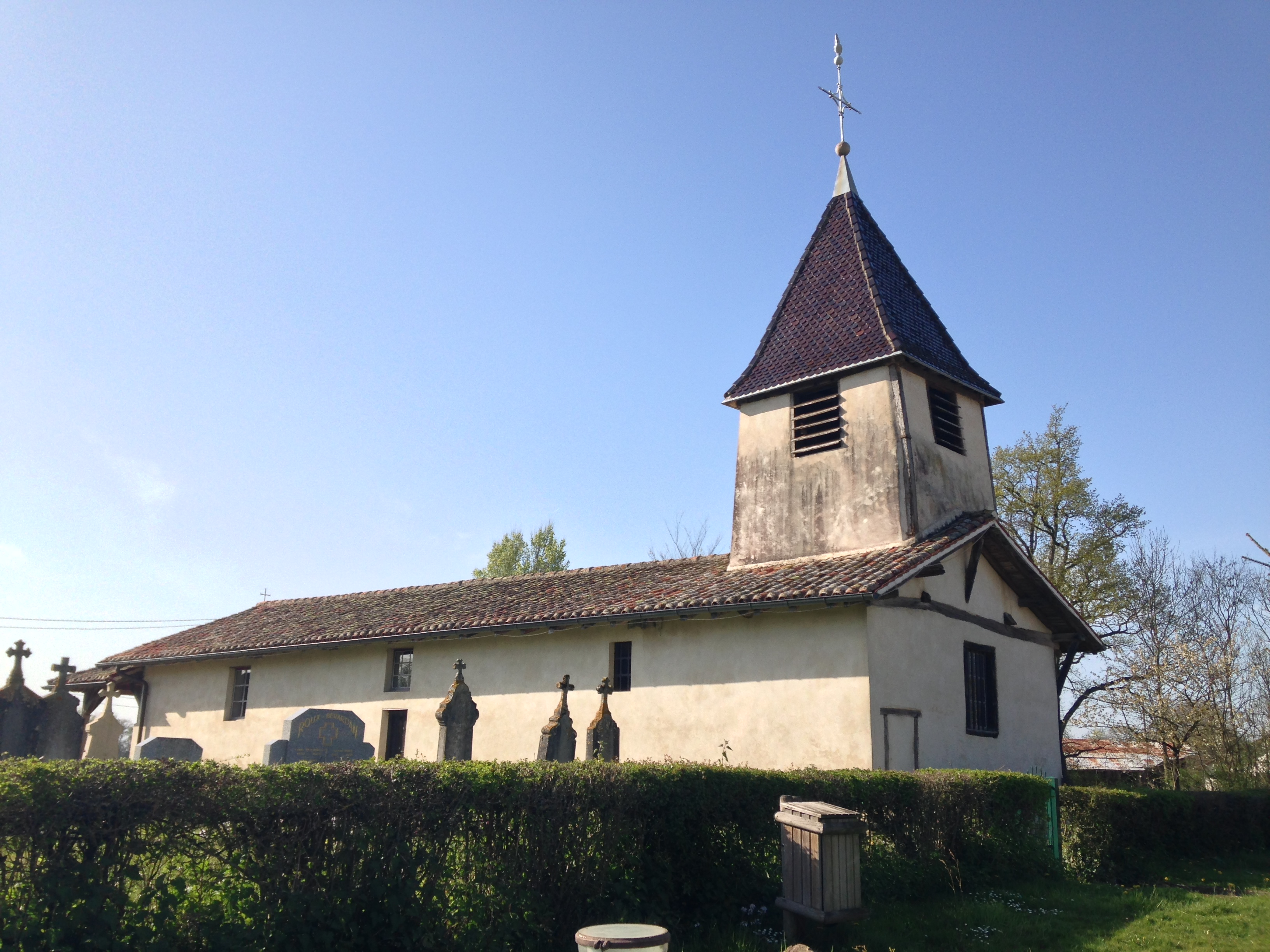
Церковь Сен-Сюльпис
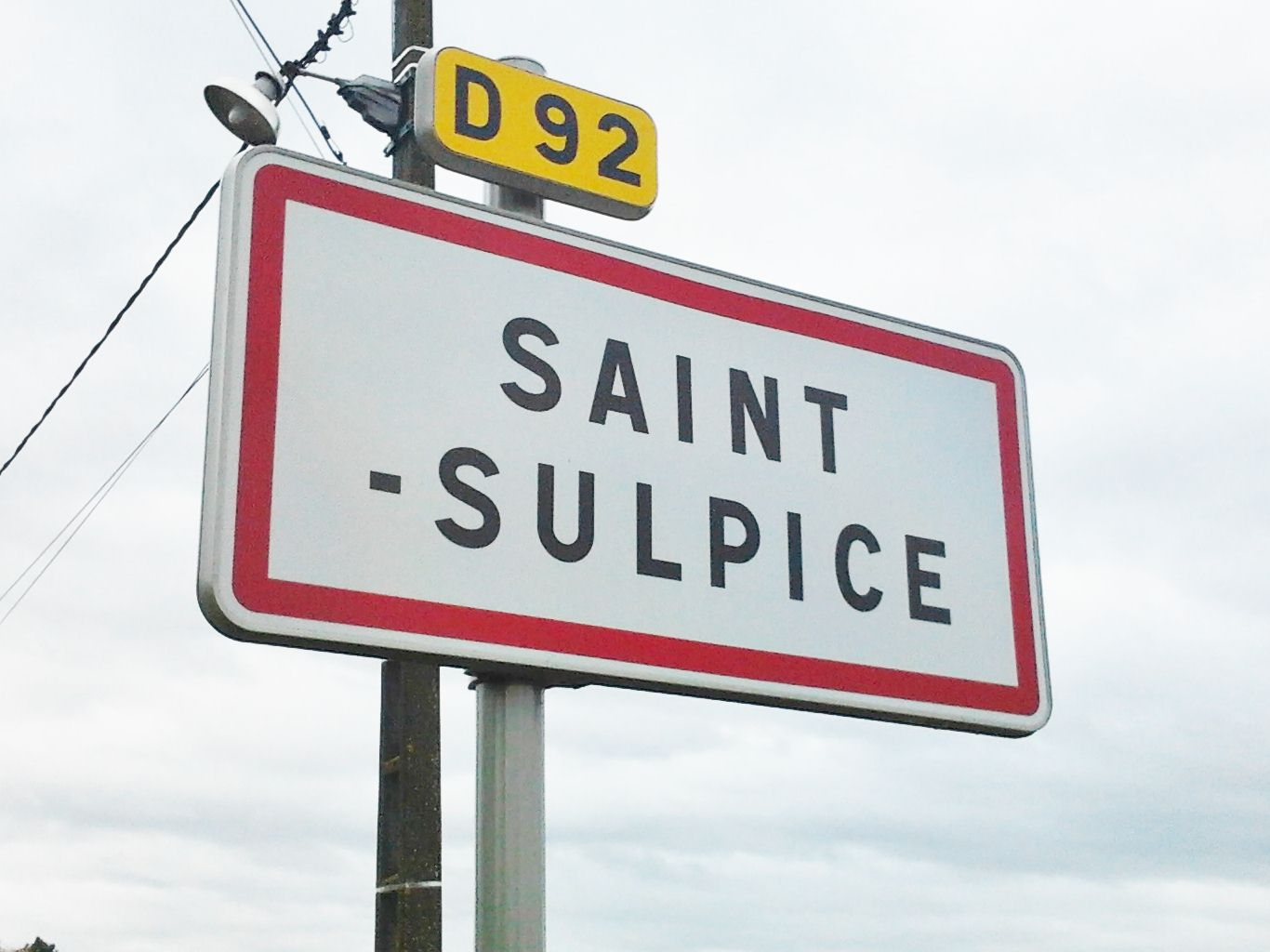
Знак на въезде в Сен-Сюльпис
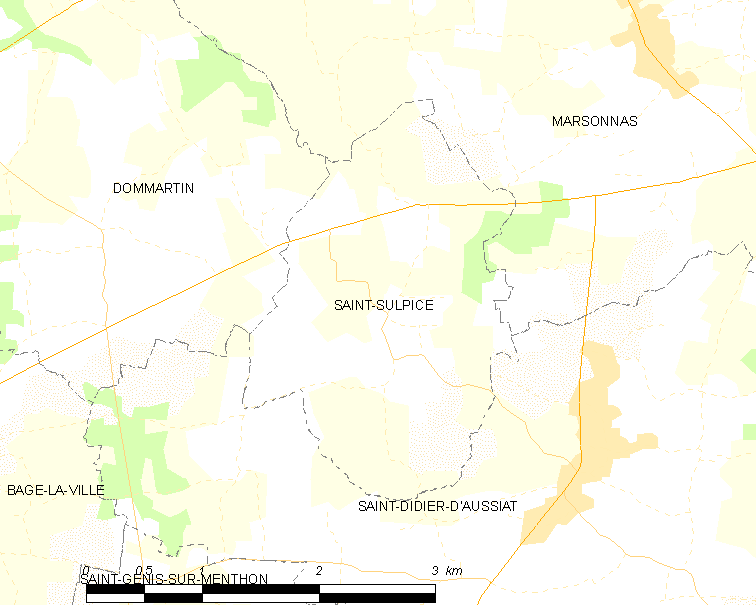
Карта коммуны